# Władcy Czarnogóry

## Władcy Dukli i Zety
Władcy Dukli i Zety – władcy Księstwa Dukli i Królestwa Zety, czyli państw istniejących pomiędzy IX a XII wiekiem oraz Księstwa Zety istniejącego od połowy XIV do początków XVI wieku na obszarze dzisiejszej Czarnogóry.
| #    | Imię                     |          | Lata życia | Lata życia   | Czas rządów       | Czas rządów  | Rodzice                          |
| #    | Imię                     | Urodzony | Zmarł      | Od           | Do                |              | Rodzice                          |
| ---- | ------------------------ | -------- | ---------- | ------------ | ----------------- | ------------ | -------------------------------- |
| 1    | Petrisław                |          | ?          | ok. 1000     | ok. 971           | ok.1000      | ?                                |
| 2    | Jan Włodzimierz          |          | ok. 990    | 22 maja 1016 | ok. 1000          | 22 maja 1016 | Petrisław ?                      |
| 3    | Stefan Dobrosław         |          | ok. 990    | ok. 1044     | 1018              | ok. 1044     | Dragimir ?                       |
| 4    | Neda                     |          | ?          | 1046         | ok. 1044          | 1046         | ?                                |
| 5    | Michał I                 |          | ?          | 1081         | ok. 1050          | 1081         | Stefan Dobrosław Neda            |
| 6    | Konstantyn Bodin         |          | ok. 1050   | ok. 1099     | 1081              | ok. 1099     | Michał I ?                       |
| 7    | Michał II                |          | ?          | ?            | ok. 1101 lub 1102 | ok. 1102     | Konstantyn Bodin Jakwinta z Bari |
| 8    | Dobrosław II             |          | ?          | ?            | ok. 1101 lub 1102 | ok. 1102     | Michał I ?                       |
| 9    | Kočapar Radoslavljević   |          | ?          | ?            | ok. 1102          | ok. 1102     | Branisław ?                      |
| 10   | Włodzimierz              |          | ?          | ok. 1114     | ok. 1102          | ok. 1113     | Włodzimierz ?                    |
| 11   | Jerzy Bodinović          |          | ok. 1081   | 1131         | ok. 1113          | ok. 1118     | Konstantyn Bodin Jakwinta z Bari |
| 12   | Grubesza Branislavljević |          | ?          | ?            | ok. 1118          | ok. 1125     | Branisław ?                      |
| (11) | Jerzy Bodinović          |          | ok. 1081   | 1131         | ok. 1125          | ok. 1131     | Konstantyn Bodin Jakwinta z Bari |
| 13   | Gradihna Branislavljević |          | ?          | ok. 1143     | ok. 1131          | ok. 1143     | Branisław ?                      |
| 14   | Radosław Gradišnić       |          | ok. 1125   | ok. 1163     | ok. 1143          | ok. 1163     | Gradihna Branislavljević ?       |
| 15   | Michał II                |          | ?          | ?            | ok. 1163          | 1186         | Radosław Gradišnić ?             |

od 1186 do Królestwa Serbii

## Władcy Księstwa Zety
Dynastia Balšiciów
| # | Imię      |          | Lata życia | Lata życia       | Czas rządów      | Czas rządów      | Rodzice                   |
| # | Imię      | Urodzony | Zmarł      | Od               | Do               |                  | Rodzice                   |
| - | --------- | -------- | ---------- | ---------------- | ---------------- | ---------------- | ------------------------- |
| 1 | Balša I   |          | ?          | 1362             | ok. 1360         | 1362             | ?                         |
| 2 | Durad I   |          | ?          | 13 stycznia 1378 | 1362             | 13 stycznia 1378 | Balša I ?                 |
| 3 | Balša II  |          | ?          | 18 września 1385 | 13 stycznia 1378 | 18 września 1385 | Dragimir ?                |
| 4 | Durad II  |          | ?          | kwiecień 1403    | 1385             | kwiecień 1403    | Stracimir Balšić Milica   |
| 5 | Balša III |          | 1387       | 28 kwietnia 1421 | 1403             | 1421             | Durad II Jelena Lazarevic |

Dynastia Lazarewiciów
| # | Imię                |          | Lata życia | Lata życia    | Czas rządów | Czas rządów   | Rodzice                                     |
| # | Imię                | Urodzony | Zmarł      | Od            | Do          |               | Rodzice                                     |
| - | ------------------- | -------- | ---------- | ------------- | ----------- | ------------- | ------------------------------------------- |
| 1 | Stefan IV Lazarević |          | ok. 1377   | 19 lipca 1427 | 1421        | 19 lipca 1427 | Łazarz I Hrebeljanović Milica Hrebeljanović |
| 2 | Jerzy I Branković   |          | 1377       | 1456          | 1427        | 1456          | Vuk Branković Mara Lazarević Branković      |

Dynastia Crnojewiciów
| # | Imię             |          | Lata życia | Lata życia | Czas rządów | Czas rządów | Rodzice                           |
| # | Imię             | Urodzony | Zmarł      | Od         | Do          |             | Rodzice                           |
| - | ---------------- | -------- | ---------- | ---------- | ----------- | ----------- | --------------------------------- |
| 1 | Stefan Crnojević |          | ?          | 1465       | ok. 1451    | 1465        | Đurađ III (Đurašević) Crnojević ? |
| 2 | Iwan Crnojević   |          | ?          | 1490       | 1465        | 1490        | Stefan Crnojević Mara Kastrioti   |
| 3 | Đurađ Crnojević  |          | ?          | 1514       | 1490        | 1496        | Iwan I Crnojević Goisava Arianiti |

od 1496 pod panowaniem Imperium Osmańskiego

## Władykowat Czarnogóry (1697-1852)
| # | Imię                   |          | Lata życia                | Lata życia                   | Czas rządów          | Czas rządów          |
| # | Imię                   | Urodzony | Zmarł                     | Od                           | Do                   |                      |
| - | ---------------------- | -------- | ------------------------- | ---------------------------- | -------------------- | -------------------- |
| 1 | Daniel I               |          | ok. 1670 Njeguši          | 11 stycznia 1735 Podmaine    | 1697                 | 11 stycznia 1735     |
| 2 | Sawa II                |          | 18 stycznia 1702 Njeguši  | 9 marca 1782 Podmaine        | 1735                 | 9 marca 1735         |
| 3 | Wasyl III (Bazyli III) |          | 1709                      | 10 marca 1766                | 1750                 | 10 marca 1766        |
| 4 | Arsenije Plamenac      |          | ?                         | 15 maja 1784                 | 1781                 | 15 maja 1784         |
| 5 | Piotr I Święty         |          | 1748 Njeguši              | 18 października 1830 Cetynia | 1784                 | 18 października 1830 |
| 6 | Piotr II               |          | 13 listopada 1813 Njeguši | 31 października 1851 Cetynia | 1833                 | 31 października 1851 |
| 7 | Daniel II              |          | 25 maja 1826 Njeguši      | 13 sierpnia 1860 Kotor       | 31 października 1851 | 13 marca 1852        |

## Księstwo Czarnogóry(1852–1910)
| # | Imię      |          | Lata życia                  | Lata życia             | Czas rządów      | Czas rządów      | Rodzice                                     |
| # | Imię      | Urodzony | Zmarł                       | Od                     | Do               |                  | Rodzice                                     |
| - | --------- | -------- | --------------------------- | ---------------------- | ---------------- | ---------------- | ------------------------------------------- |
| 1 | Daniel I  |          | 25 maja 1826 Njeguši        | 13 sierpnia 1860 Kotor | 13 marca 1852    | 13 sierpnia 1860 | Stanko Petrović-Njegoš Krstinja Vrbica      |
| 2 | Mikołaj I |          | 7 października 1841 Njeguši | 1 marca 1921 Antibes   | 13 sierpnia 1860 | 28 sierpnia 1910 | Mirko Petrović-Njegoš Anastasija Martinović |

## Królestwo Czarnogóry(1910-1918)
| # | Imię      |          | Lata życia                  | Lata życia           | Czas rządów      | Czas rządów       | Rodzice                                     |
| # | Imię      | Urodzony | Zmarł                       | Od                   | Do               |                   | Rodzice                                     |
| - | --------- | -------- | --------------------------- | -------------------- | ---------------- | ----------------- | ------------------------------------------- |
| 1 | Mikołaj I |          | 7 października 1841 Njeguši | 1 marca 1921 Antibes | 28 sierpnia 1910 | 26 listopada 1918 | Mirko Petrović-Njegoš Anastasija Martinović |